# Erämaan viimeinen
«Erämaan Viimeinen» — третій сингл з альбому Dark Passion Play фінської групи Nightwish. «Erämaan Viimeinen» — це фінська версія пісні «Last Of The Wilds», яку виконала вокалістка гурту Indica Йоганна Саломаа. «Erämaan Viimeinen» — інструментальна композиція «Last Of The Wilds», яка увійшла до альбому Dark Passion Play, до нового її варіанту було додано лірику фінською мовою.

## Список композицій
- 1. Erämaan Viimeinen
- 2. Erämaan Viimeinen (Instrumental Version) — Last Of The Wilds

## Учасники
- Туомас Холопайнен — композитор, клавишні
- Емппу Вуорінен — гітара
- Юкка Невалайнен — ударні
- Йоганна Саломаа (Indica) — вокал
- Марко Хієтала — бас-гітара